# 柊様は自分を探している。
『柊様は自分を探している。』（ひいらぎさまはじぶんをさがしている。）は、西森博之による日本の漫画作品。
『週刊少年サンデー』（小学館）において、2016年10号から2018年5・6合併号まで連載された。

## あらすじ
男子高校生・白馬圭二郎は女性に対する興味がないと言い切る中、謎の美少女と出会う。自分にまつわる記憶が「柊」であるということしかわからない彼女から家来にしてやろうと言い放たれた圭二郎はそのペースに乗せられ受け入れてしまい、実家で預かることに。柊の迫力と強さには「姫」を思わせるものがあり、圭二郎の両親も次第に魅了されていく。
一方、圭二郎に武道を教えた師匠・飛騨は記憶の手がかりを求めて圭二郎が柊を連れて来た際に遭遇を避け、柊が危険な存在であると示唆する。人間ではなく魂食（こんじき）の化け物・「奴ら」ではないのかという。

## 登場人物
担当声優は『三国志大戦』に登場したときのキャスト。

### 主要人物
柊（ひいらぎ）
声 - 村川梨衣
本作の主人公。一人称は「儂」。口調や言葉遣いは昔風で鏡や漫画、病院、水道の使い方などは知らないながらドーナツの事は知っていた。自らが「柊」であること以外の記憶はまったくないが、時折フラッシュバックのように何らかの情景が思い出される。自分のことを「少し意地悪」と考えているが、傍目にはかなりの姫様気質。一人で寝た経験がなく怖くはないものの心細いということで、人の気配がしていないと眠ることができなかった。
天然で思うがまま行動しているように見えるが自分でロバートに対してふるった暴力の責任をチンケな悪を働くやつらへ押しつける、圭二郎の母との初対面に際して猫をかぶるなど実はかなりの計算をしながらの言動も目立っていることから「悪」、「黒い姫」などの印象を周囲に抱かせているところもある。その一方で、水道を壊してしまった時には寝ていた圭二郎を起こさないように自分で何とかしようとするなど人を思いやる気持ちもある。
作中の時間軸で最初の記憶はどこかから落下している途中であり、走行しているトラックの荷台に着地する。これだけでも少女らしからぬ身体能力であるが、そこからビルの屋上から足を滑らせ落下した子供に気づき常人離れした跳躍力でジャンプし、さらに子供を受け止めて地面に着地しても身体はなんともない様子。また、模造刀とはいえ刀を曲げてしまうなど怪力の持ち主。
白馬 圭二郎（はくば けいじろう）
声 - 佐藤拓也
準主人公。品行方正な男子高校生であり、学校では男女問わず尊敬されている。幼少期からまっすぐな性格であり、少年時代からルールを外れた大人に対しては真っ向から意見し力で立ち向かうこともあった。飛騨のもとで武道の手ほどきを受けている。
裸足でベンチに座る初対面の柊から言われるがままに靴を買いに走りそれを求められるまま履かせる際、女性にはまったく興味がないと公言していたが「実はその白い足に触れてみたかった」と思っていて、彼女の威風堂々とした佇まいと不思議な魅力に惹かれているようである。そのふるまいが柊に大物と見込まれ「一の家来」となり、冗談に乗っているだけのつもりだったがその本気を知って警察に保護されそうだった柊を実家で預かることになる。
柊に対して靴を履かせる、足を洗うなどの行為に抵抗はない。眠ることができない柊を安心させるために部屋の前で胡坐座りをしたまま一晩を過ごしたときには、無駄な気遣いをさせたくない配慮からか「さっき来たばかり」と語るなど紳士的。

### 白馬家
圭二郎の父
トイレが3ヶ所にあるなどかなりの豪邸で暮らしているが、ごく平凡なサラリーマンの様子。妻から柊を預かりたいという圭二郎の頼みを聞いた際は、衝撃のあまり鞄を落としていた。圭二郎のことは自慢の息子であると思っていて、柊の足を洗う様子や部屋の前で一晩過ごす様子を目の当たりにして新しい一面を見てしまったと狼狽するものの堂々とした態度に改めて感銘を受ける。妻から店での柊とイマカラ工業のオッサンとのやりとりを聞き、柊が戦国の世からタイムスリップしてきた姫であると完全に思い込む。
圭二郎の母
古物商を営んでいる（圭二郎いわく「片手間」）。圭二郎の事は「圭二郎サン」と呼び全面的に信頼しているが、柊を預かりたいとの頼みごとをされた時はさすがに困惑していた。当初は柊に対して「ちょっとかわいいからって」簡単に気を許してはいけないというスタンスだったが、迷惑をかけたくないと語る柊の言葉とその様子に胸をしめつけられ考えを一変させる。店での柊とイマカラ工業のオッサンとのやりとりを目の当たりにして、柊が戦国の世からタイムスリップしてきた姫であると完全に思い込む。
圭二郎の兄
話題としてその存在が語られているが、本編には未登場。

### 圭二郎の学校関係者
沢井 千弓（さわい ちゆみ）
第10探から登場（第5探の回想シーンにも登場していた）。圭二郎の幼なじみ。圭二郎に好意を持っているが、気づかれていない。圭二郎を家来扱いしている柊に対しては嫉妬心をむき出しにするが、まったく相手にされない。あまり頭は良くない様子。
山崎（やまざき）
第10探から登場。圭二郎、千弓の友人。
庭石 丈（にわいし じょう）
柊にひと目惚れしたヤンキー。柊の寛容な振舞いを知り、女神様と崇めている。
美倉 瀬絵子（みくら せえこ）
柊に執拗な嫌がらせをしていた女子グループの一人だったが、柊の復讐の標的となり、あえなく籠絡。柊の僕となり、柊を姉様と呼ぶ。

### その他
飛騨 翔彦（ひだ とびひこ）
第6探から登場。圭二郎に武道を教える師匠で「飛典一翔流道場」を構えている達人。圭二郎は「じじいになってから何十年も生きている」、「人間ばなれしている」と語っていて柊はその気配を「何か妙なニオイがする」としていた。その正体は天狗で、初めて目にした柊について普通の人間とは違う雰囲気を感じ取り、内蔵に相談する。変身能力を持ち、若者に変身できる。
内蔵（うちくら）
第10探から登場。飛騨の知人であり人間ではない様子。
ジュニア
第10探から登場。不老不死の怪物・久遠夜叉のひとり。柊の正体を探るよう内蔵に仕向けさせる。
チンケな悪を働くやつら
第1探-第3探、第6探に登場。ナンパ目的で柊に声をかけ車へ乗せる。その後、柊の本性を知るにつけ「悪い姫」と評し結局は成敗される。
カードを奪われた小学生
第2探に登場。中学生にヒーローのカードを奪われ、ヒーローの存在に否定的だったが友達を助ける柊を見て考えが変わる。友達には柊のことを「姫」と説明した。
体操クラブに通う小学生
第2探に登場。「トカレフの再来」と呼ばれているらしい。度胸試しにビルの屋上で体操技を見せた後に足を滑らせ落下するが、柊に助けられる。気を失っていたため、そのときの記憶はなかった。
ロバート
第3探に登場した外国人。特に悪意はなく柊に声をかけるが、張り手の一撃で気絶してしまう。
ロバートの友人
第3探に登場した外国人。ロバートを気絶させた犯人が自分だと語った柊の様子から、真犯人は不良達であると勝手な勘違いをする。
イマカラ工業のオッサン
第8探-第9探に登場。金策（おそらくは会社の運転資金）のため圭二郎の母の古道具店に父の形見という品の鑑定を依頼するが、金にならないとの結果に激怒しクレームをつける。柊に諭され（実際には力ずくで敵わなかった）、涙を流して改心した様子。
イマカラ工業のオッサンの妻
第9探に登場。金策の話でオッサンと喧嘩になっていたが、涙ながらに謝るオッサンをあたたかく受け入れた。

## 書誌情報
- 西森博之 『柊様は自分を探している。』 小学館 〈少年サンデーコミックス〉、全8巻
  1. 2016年7月12日発売[1]、ISBN 978-4-09-127180-8
  2. 2016年10月18日発売[2]、ISBN 978-4-09-127405-2
  3. 2017年2月17日発売[3]、ISBN 978-4-09-127501-1
  4. 2017年5月18日発売[4]、ISBN 978-4-09-127570-7
  5. 2017年8月18日発売[5]、ISBN 978-4-09-127679-7
  6. 2017年11月17日発売[6]、ISBN 978-4-09-127870-8
  7. 2018年2月16日発売[7]、ISBN 978-4-09-128097-8
  8. 2018年3月16日発売[8]、ISBN 978-4-09-128185-2